# La Promesse du roi-sorcier
Roman sur les Royaumes oubliés
La Promesse du roi-sorcier est le titre en français du roman The Promise of the Witch King de R.A. Salvatore, basé sur le monde imaginaire des Royaumes oubliés et paru en édition intégrale et en grand format chez Milady en 2009.

## Résumé
Le roman commence quelques mois après Serviteur du cristal. Artemis Entreri et Jarlaxle se rendent en Vaasie. Ils cherchent une relique extrêmement puissante dans un tour construite par mégarde par une jeune sorcière semi-orque, et qui consume ses forces.

## Remarque
- La Promesse du roi-sorcier est le second roman d'une trilogie intitulée Les Mercenaires.
- La Promesse du roi-sorcier est paru aux Éditions Milady en juillet 2009 en tant qu'inédit.